# Floribeth Mora Diaz
Pour les articles homonymes, voir Diaz.
Floribeth Mora Diaz, née le 19 juin 1963 à San José (Costa Rica), est une avocate costaricienne dont la guérison d'un anévrisme cérébral, diagnostiqué comme inopérable, fut déclarée miraculeuse par l'Église catholique. Cette guérison étant considérée comme le deuxième miracle dû à l'intercession du pape défunt Jean-Paul II, après la guérison de Sœur Marie Simon-Pierre, les conditions nécessaire à la canonisation de celui-ci ont pu être réunies. Le bienheureux Jean-Paul II est ainsi canonisé le 27 avril 2014, par le pape François.

## Maladie et guérison miraculeuse

### Maladie et diagnostic
Le 8 avril 2011, Floribeth Mora Diaz ressent de fortes douleurs sur le côté droit de la tête, et est prise de vomissements. Elle subit en fait un accident vasculaire cérébral sévère. Les symptômes subsistant, elle est transportée d'urgence à l'hôpital Calderón Guardia, à Carthago où les chirurgiens diagnostiquent un anévrisme cérébral. Elle est alors admise en soins intensifs ; les médecins se rendent rapidement compte de la gravité du problème et annoncent la présence d'une  artériosclérose cérébrale.
Tenant un portrait de Jean-Paul II, elle est soumise à une artériographie durant trois heures, à la fin desquelles les médecins concluent que l'anévrisme est installé dans une partie inaccessible, très sensible et donc inopérable du cerveau. Les médecins la préviennent alors, ainsi que ses proches, qu'il ne lui reste plus qu'un mois à vivre. Sur son lit d'hôpital, Floribeth demande alors à sa famille de prier pour elle.

### Prières et guérison

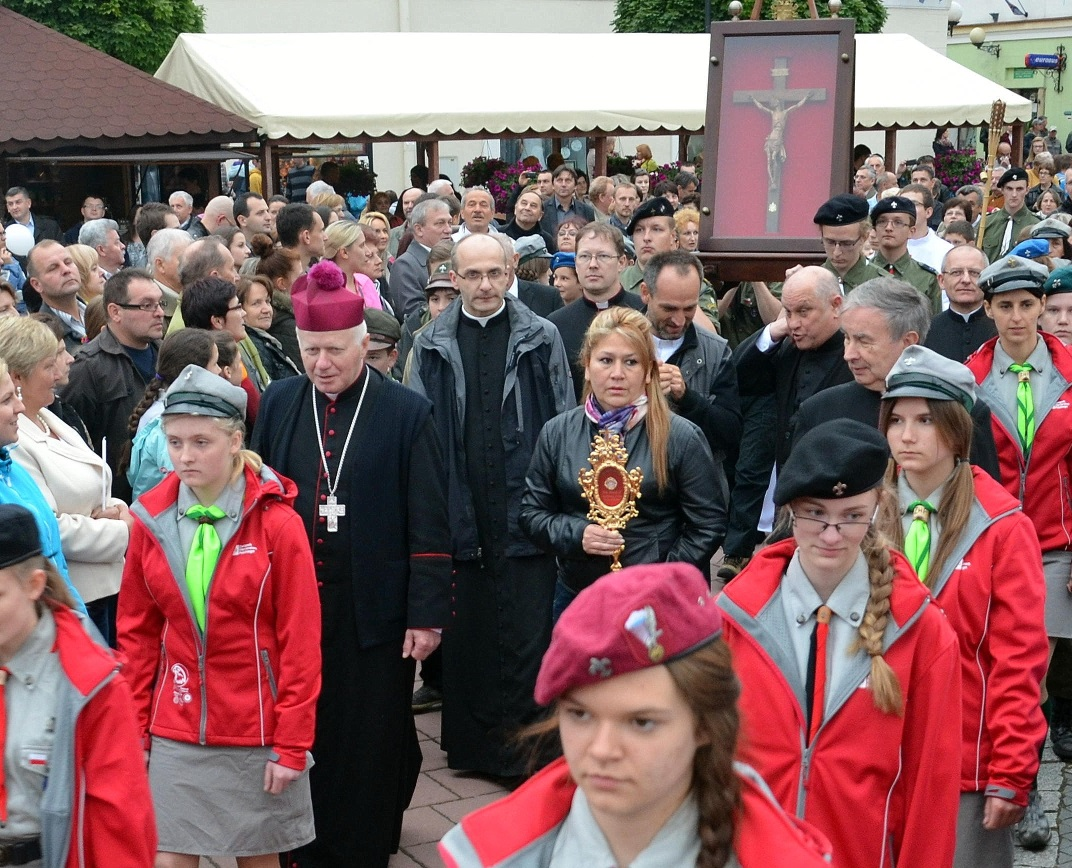
Floribeth et Mgr Adam Szal, lors d'une action de grâce envers Jean-Paul II, le 1 juin 2014.

Chaque jour, à partir du samedi saint, son mari, Edwin Antonio Arce Abarca, ainsi que les autres membres de la famille, récitent le rosaire et prient le bienheureux Jean-Paul II pour son intercession auprès de Dieu. Il témoigne ainsi s'être effondré à la nouvelle du terrible diagnostic et en sortant de l'hôpital, s'être assis sur un banc en pleurant et en priant : « Ô mon Dieu, à l'aide ! Karol Wojtyła, Jean-Paul II, ne me laissez pas seul, à l'aide ! » Il ajoute : « Je me souviens, comme si c'était à l'instant même, avoir entendu une voix qui me disait : N'aie pas peur, emmène-la, emmène-la ; la voix l'ayant répété deux fois. »
Après son retour de l'hôpital, Floribeth ne peut vivre qu'alitée car elle est en grande partie paralysée.
Le 1er mai 2011, à 2 heures du matin, pendant qu'elle regarde la retransmission de la cérémonie de béatification de Jean-Paul II, elle prie pour lui demander la guérison, puis s'endort. Lorsqu'elle se réveille, elle entend une voix lui dire « Lève-toi. », vérifiant qu'il n'y a personne dans sa chambre elle entend de nouveau cette voix, identifiée comme celle de Jean-Paul II : « Lève-toi. N'aie pas peur. » Elle se sent tout de suite beaucoup mieux, ses yeux se posent sur un magazine illustré par une photo de Jean-Paul II dont les bras en sortent pour se tendre vers elle ; Floribeth répond alors « Oui Seigneur. » et se lève miraculeusement.
Elle ne peut tout de suite faire les examens de vérification, trop coûteux, mais lorsqu'elle peut finalement faire les tests ; les médecins diagnostiquent que leur patiente est guérie de son anévrisme. Les examens sont ensuite contrôlés pour s'assurer qu'il ne s'agit pas des résultats d'une autre personne et, en novembre 2011, un document officiel attestant de sa guérison « sans explication scientifique » est publié.

## Reconnaissance du miracle

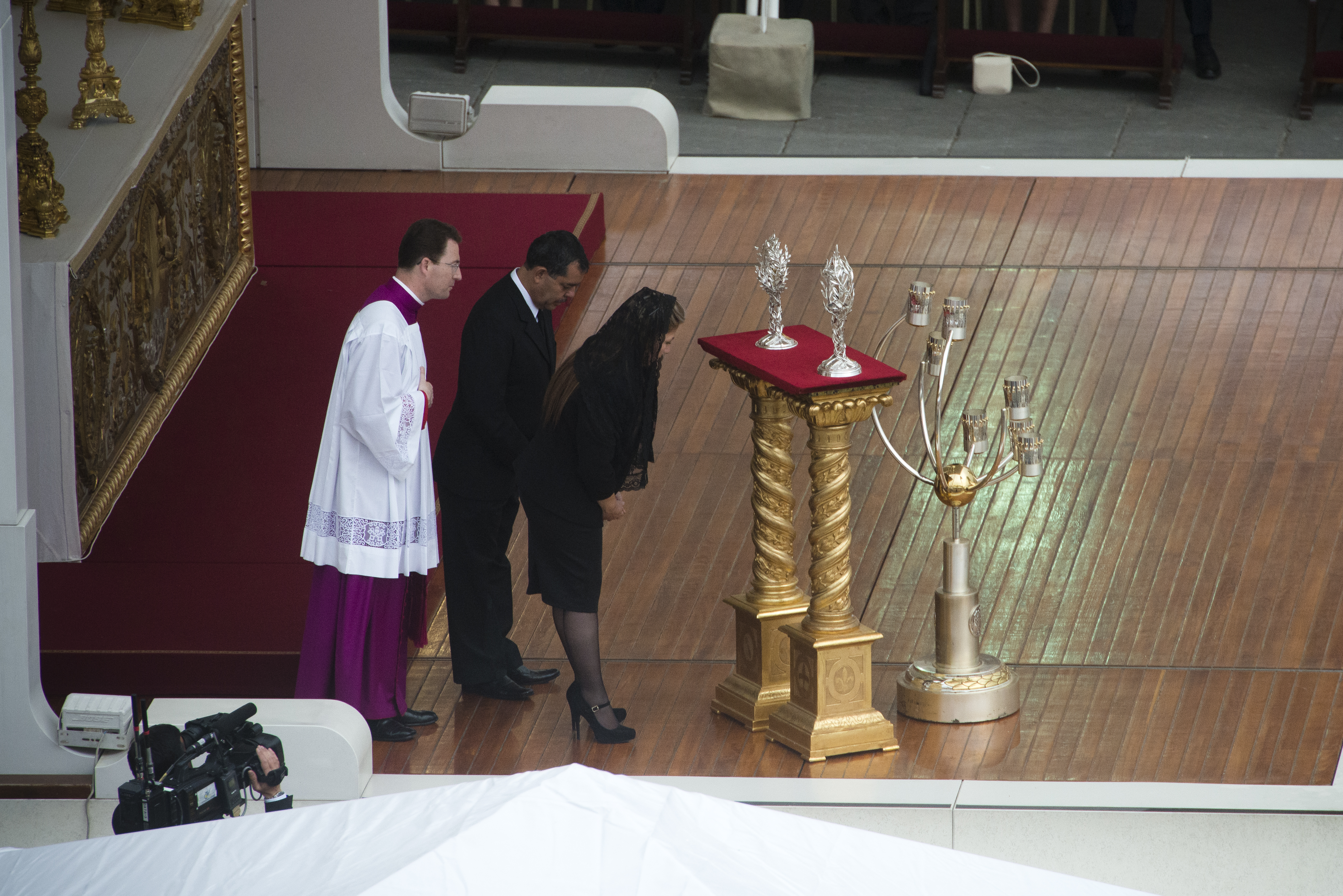
Floribeth et son mari s'inclinant devant les reliquaires de Jean XXIII et Jean-Paul II.

En avril 2013, le miracle est approuvé par l'analyse approfondie d'une commission de sept médecins de la Congrégation pour la cause des saints, sur proposition du postulateur de la cause, Mgr Slawomir Oder. Il est ensuite approuvé par une commission de théologiens en juin 2013. Puis, le 2 juillet 2013, c'est l'assemblée plénière de la Congrégation pour la cause des saints qui reconnaît la forme miraculeuse de la guérison.
Enfin, le 5 juillet 2013, le pape François reconnaît officiellement la guérison de Floribeth Mora comme une guérison miraculeuse, ayant eu lieu par l'intercession de Jean-Paul II. C'est alors un moment clé pour le processus de canonisation, nécessitant l'approbation d'un deuxième miracle ayant eu lieu après béatification.
Le 27 avril 2014, Floribeth Mora Diaz et son mari participent à la cérémonie de canonisation des papes Jean XXIII et Jean-Paul II, au cours de laquelle elle porte le reliquaire contenant un flacon de sang de Jean-Paul II, jusqu'à l'autel.